# 纽约市立大学
紐約市立大學（英語：The City University of New York，缩写作 CUNY）是紐約市的公立大學系统的总称。它是美国最大的市立大学系统，包含有：11個四年制高等學院（Senior College）、7個兩年制社區學院（Community College）、以及研究生中心、醫學院、公共衛生學院、法學院、新聞學院、和榮譽學院等附屬學院。超过54万名大学生及研究生在紐約城市大學在纽约市五個区的各所分校就读。紐約市所有在读大学生中近1/2为紐約市立大學学生，所有大学毕业生中1/3为紐約市立大學毕业生。在就读生的数量上，紐約市立大學是全美国第三大的大学系统，仅次于紐約州立大學（SUNY）和加州州立大學（CSU Systems）。紐約城市大學（CUNY）和紐約州立大學（SUNY）是分开且独立的两個大学系统，虽然他们都由紐約州政府提供经费，但是紐約市立大學在同时也从紐約市政府得到资金补助。截止2017年，共有21位校友及教职工获得诺贝尔奖。

## 历史
紐約市立大學的历史开始于1847年。那一年，在美国驻日本首任大使汤森·哈利斯的推动下，紐約市成立了全美国第一所公立高等教育学府，并将其命名为“自由學院”（Free Academy）。这所學院后来被改名为紐約市立學院（The City College of New York，CCNY）。紐約市立大學（CUNY）组建于1961年。它最初的两个分校为紐約市立學院和亨特學院（Hunter College），并最终扩展到现在的规模。

## 组织结构
一个有十七名校董组成的校董会为紐約市立大學（CUNY）的决策管理机构。其中十名校董由纽约州州长任命，五名校董由纽约市市长任命。现任董事会主席为前耶鲁大学校长贝诺·C·施密德特二世。十五名校董的任命必须经过纽约州参议院审核通过方能生效，任期七年，可连任一届。另一名校董由紐約市立大學学生政府主席担任。紐約市立大學教师协会主席也为校董之一，但无投票权。校董会任命一名总校长负责整个市立大学系统的管理，但各所分校的校长直接向校董会负责，而不向总校长负责。
在成立之初，纽约市立大学（CUNY）校董会和总校长只能对各个分校行使十分有限的管理权。这在一定程度上是因为大多数分校在紐約市立大學于1961年组建之前就已经存在了。例如，历史最久远的分校，1847年成立的紐約市立學院（CCNY）在紐約市立大學（CUNY）组建时已经存在了114年。这些分校是由纽约州议会授权成立。州议会确保了这些分校的自主权。因此，在很多分校的校长、教师和学生眼中，紐約市立大學不过是一个由各所独立大学所组成的鬆散的联盟而已。而不少学生对各自所就读分校的认同感也强于他们对市立大学的认同感。然而最近几年，在紐約州州长和紐約市市长的推动下，市立大學校董会和总校长通过他们对经费的控制权-虽然这个控制并非绝对-逐渐加强了对各个分校的行政管理权，同时削弱了分校校长的权力。
至2016年為止，紐約市立大學（CUNY）由十八所分校（包括11所四年制高等學院、7所兩年制社區學院）和7所附屬學院（包括研究生中心、法學院、醫學院、公共衛生學院、新聞學院、榮譽學院、和推廣教育專業研究學院）组成。
以下是纽约市立大学分布在纽约市各区的分校和附屬學院：

### 四年制高等學院
- （1847年） 紐約市立學院（成立之初命名为“自由学院”，免收学费，后改为现名，为美国第一所公立高等教育学府，曾被称为“平民哈佛”。）
- （1870年） 亨特學院 （原为纽约市的公立女子学院，从1970年代起开始录取男性学生。）
- （1919年） 柏魯克學院 （原为紐約市立學院的商业及公共管理学院，于1953年获得分校资格，并以伯纳德·柏魯克命名。）
- （1930年） 布魯克林學院
- （1937年） 皇后學院 （由亨特學院與紐約市立學院位于纽约市皇后区的校區合併而成。）
- （1946年） 紐約市立技術學院
- （1955年） 史泰登島學院
- （1964年） 约翰·杰刑事學院
- （1966年） 約克學院
- （1968年） 雷曼學院 （原为亨特學院位于纽约市布朗克斯区的校区。）
- （1970年） 麦德加·艾菲斯學院

### 两年制社區學院
- （1957年） 布朗克斯社區學院
- （1958年） 皇后區社區學院
- （1963年） 曼哈頓區社區學院
- （1963年） 國王區社區學院
- （1968年） 拉瓜地亞社區學院
- （1970年） 侯斯托斯社區學院
- （2011年） 顧特曼社區學院

### 研究所及各附屬學院
- （1961年） 紐約市立大學研究生中心
- （1973年） 蘇菲·戴維斯生醫科學學院
- （1983年） 紐約市立大學法学院
- （2001年） 纽约市立大学荣誉学院
- （2005年） 麥考雷榮譽學院
- （2006年） 紐約市立大學新聞學院
- （2006年） 紐約市立大學推廣教育專業研究學院
- （2008年） 紐約市立大學公共衛生學院
- （2016年） 紐約市立大學醫學院 （CUNY School of Medicine）

### 已結束附屬關係學院
- （1963年） 纽约市立大学西奈山医学院 （1999-2007年間改與紐約大學為附屬關係，2010年起該校開始獨立授與學位）

## 学位
由于纽约市立大学独特的组成结构和各个分校的相对独立性，大多数分校都有一些相同的科系。例如，很多分校都有自己的英语系、数学系、历史系等等。不过有些分校也有它们独特的科系。比如，紐約市立學院拥有市立大學系统中唯一的工學院和建筑學院，而柏鲁克學院是唯一拥有商学院的分校。
一般而言，纽约市立大学系统的四年制高等學院颁发各自的学士学位和硕士学位，两年制社区学院颁发各自的副学士学位。哲學博士学位由研究生中心授予，法律博士学位则是由法學院颁发，2008年起紐約州教育局核准紐約市立學院獨立授予工程學哲學博士學位。

## 知名校友
紐約市立大學校友中除了13位諾貝爾獎得主，还包括二位美国国务卿、一位聯邦最高法院大法官、陆军上将，參谋聯席會議主席、聯邦參議員、州議會議員、紐約市市长、太空人、演員、歌唱家、作曲家、作家、科学家、发明家等等。
- 李昌鈺（美籍） 世界知名刑事鑑定專家，约翰·杰刑事學院學士。
- 畢恆達（台灣） 國立臺灣大學建築與城鄉研究所教授，知名作家，紐約市立大學研究生中心環境心理學博士。
- 方念華（台灣） 知名電視新聞主播，紐約市立大學大眾傳播藝術碩士。
- 聶建中（台灣） 淡江大學財金系教授，柏魯克商學院企管碩士。
- 許益欽（台灣） 百家班鮮食集團董事長，柏魯克商學院企管碩士。
- 黃崇仁（台灣） 力晶半導體創始人暨董事長，西奈山醫學院博士。
- 馮定國（台灣） 資拓宏宇科技董事長，前立法委員，紐約市立大學電腦碩士。
- 蔣永延（台灣） 國立中山大學應用數學系教授，知名數學家，台灣數學權威，素有中山數學招牌之稱。
- 順子（中國） 知名歌手，亨特學院。
- 王嘉廉（香港） 國聯電腦Computer Associates創始人，皇后學院1977數學系學士。
- 趙豪城（台灣） 知名職業棒球賽評述員。

## 知名教授
- 加來道雄（日裔美籍）理論物理學家
- 蔡同榮（1935-2014）：前中華民國立法委員
- 陳履安：前中華民國監察院院長
- 劉憶如：前中華民國財政部部長
- 龍應台：前中華民國文化部部長
- 夏明：华人知名政治学家

## 諾貝爾獎得主
- John O'Keefe，生理醫學獎（2014），紐約市立學院1963級心理學系校友。
- Robert J. Aumann，經濟獎（2005），紐約市立學院1950級數學系校友。
- Gertrude Elion，生理醫學獎（1988），亨特學院1937級校友。
- Leon M. Lederman，物理獎（1988），紐約市立學院1943級物理學系校友。
- Stanley Cohen，生理醫學獎（1986），布魯克林學院1943級化學系與動物學系校友。
- Herbert A. Hauptman，化學獎（1985），紐約市立學院1937級數學系校友。
- Jerome Karle，化學獎（1985），紐約市立學院1937級校友。
- Arno A. Penzias，物理獎（1978），紐約市立學院1954級物理學系校友。
- Rosalyn Yalow，生理醫學獎（1977），亨特學院1941級物理學系校友。
- Henry Kissinger 季辛吉，和平獎（1973），紐約市立學院會計學系校友（1943因進入美國陸軍服役休學）。
- Kenneth Arrow，經濟獎（1972），紐約市立學院1940級數學系暨社會科學系校友。
- Julius Axelrod，生理醫學獎（1970），紐約市立學院1933級生物學系校友。
- Julian S. Schwinger，物理獎（1965），紐約市立學院校友（轉學至哥倫比亞大學）。
- Robert Hofstadter，物理獎（1961），紐約市立學院1935級校友。
- Arthur Kornberg，生理醫學獎（1959），紐約市立學院1937級校友。

## 外部連結
- 纽约市立大学官方网站 （页面存档备份，存于）
- 纽约市立大学教师工会 （页面存档备份，存于）
- 纽约市立大学学生政府